# Вид на жительство (Грузия)
Вид на жительство в Грузии — документ, подтверждающий право на долгосрочное проживание на территории Грузии лица, не являющегося гражданином Грузии — то есть иностранного гражданина.
ВНЖ в Грузии не так необходимо как в других странах - ведь находится в Грузии иностранцам из многих (но не всех) стран (в том числе Россия, Беларусь, Украина) можно 365 дней в году, в течении которых можно делать неограниченное количество визаранов (пересечение границы хотя бы на несколько минут), но ВНЖ получают чтобы повысить вероятность что назад в Грузию пустят. Виды на жительство и ID-карты в Грузии выдаются на срок от 6 месяцев до 1 года. Они могут быть продлены до 5 лет, но общий срок действия не должен превышать 12 лет. После этого можно подать запрос на получение постоянного вида на жительство или гражданства. Для открытия счёта в банке и работы - ВНЖ не нужно. Вид на жительство в Грузии практически приравнивается к гражданству, обладатели вида на жительство пользуются всеми правами и преимуществами, предусмотренными для граждан страны (в том числе право подавать документы на шенгенскую и другие визы в местные консульства других стран); единственное отличие заключается в отсутствии грузинского паспорта и возможности безвизового въезда в страны, предоставляющие безвизовый режим гражданам Грузии. Иностранцы могут получать пенсию в Грузии, если на законном основании живут в стране последние 10 лет.
Основанием для подачи заявления на получение ВНЖ служат несколько опций:
1. Недвижимость во владении дороже 100.000 USD[1][3]
2. Бессрочный ВНЖ выдают иностранцу, который прожил в Грузии на основании инвестиционного ВНЖ 5 лет и выполнил требования к годовому обороту. А еще — членам его семьи.
3. Обучение детей в грузинской школе
4. Обучение заявителя в институте грузии, при этом такое ВНЖ выдается с правом временного проживания до 12 лет[1]
5. Трудоустройство на грузинскую компанию: ежемесячный доход должен быть не менее пятикратного прожиточного минимума среднего потребителя - это 1137,5 GEL⁣
6. Иметь свой бизнес, в том числе как индивидуальный предприниматель; годовой оборот образовательных и медицинских компаний должен быть не менее 35 000 GEL⁣ (1 028 051 ₽) на иностранца, остальных организаций — от 50 000 GEL⁣[3]
7. Для воссоединения семьи: его выдают членам семьи иностранца, который уже получил ВНЖ

Сбор за подачу составляет 60 GEL.

Для получения вида на жительство необходимо обратиться в Дом Юстиции. После одобрения заявления выдается ID-карта резидента. В случае временного вида на жительство его потребуется ежегодно продлевать. Также на основании вашего ВНЖ члены вашей семьи могут оформить собственный вид на жительство.
Подавать документы на ВНЖ в первый раз нужно из Грузии — не позже чем за 40 календарных дней до окончания 365-дневного безвизового периода.
Вид на жительство выдается Агентством развития государственных услуг в течение 10-30 дней после получения полного пакета документов. Для получения ВНЖ ваше личное присутствие в Доме Юстиции в Грузии является обязательным. Однако продлить ВНЖ в следующем году можно удаленно, без личного визита.
С февраля 2022 по ноябрь 2023 года в Минюст Грузии поступило 15.506 заявок на оформление ВНЖ от граждан России. ВНЖ выдали 9021 россиянину.
Граждане России и Беларуси, которые получили ВНЖ Грузии, обязаны уведомить об этом МВД России или Беларуси.

## ВНЖ на постоянное проживание (ПМЖ)
ПМЖ выдается иностранцу, который на протяжении 12 лет имел временный вид на жительство (по другому источнику 10 лет), либо иностранцу с инвестиционным ВНЖ, после 5 лет. Еще один способ получения ПМЖ — наличие супруга с гражданством Грузии. ВНЖ получили 1530 человек, краткосрочный — 1336, учебный — 1378, для воссоединения семьи — 1455, за инвестиции — 168. В трудовом ВНЖ отказали 2881 заявителю, в краткосрочном — 1302, в учебном — 27, в семейном — 366, в инвестиционном — 43.